# Fixed
A (Halo 6 néven is ismert) Fixed a Nine Inch Nails 1992-ben megjelent remix-EP-je. A Fixed a hatodik hivatalos Nine Inch Nails kiadvány és a Broken EP-t kísérő remixlemez.
Olyan vendég remixerek működtek közre az albumon, mint Butch Vig, J. G. Thirlwell a Foetus, és Peter Christopherson a Coil zenekarokból, illetve az aktuális koncertzenekar tagjai közül Chris Vrenna és James Woolley.
A hivatalos kiadványon egy számban működött közre Butch Vig, a "Throw This Away" végén. Vig eredetileg a "Last" c. számot remixelte, de az EP végső változatára ez nem került fel. Trent elmondása szerint Vig tulajdonképpen azt csinálta, amit mindig, bármely dallal: ütőssé tette. Habár, Vig állítása szerint az ő "Last" remixe egyszerűen azért nem került fel az albumra, mert "Trentnek nem tetszett". Ezért aztán a Vig-féle mixnek csak egy része hallható a "Throw This Away" végén. Az eredeti mix az interneten 8 bites mono 11khz-es fájlként, NIN_LAST.AIFF néven jelent meg, amely 1993-ban a cyberden.com FTP-jén keresztül volt elérhető. A fájl később eltűnt erről az oldalról, de még megtalálható a különböző P2P hálózatokon, illetve mostanában lett elérhető kiváló minőségben (256 KBPS mp3) a remix.nin.com oldalon.
A remix EP szokatlan mixelési technikák alkalmazásával készült, hogy a hallgatóban szándékosan zűrzavar-érzést keltsen első hallásra (és néha továbbra is). A kezdő "Gave Up" remix felépítése az ének őrjítő, ütemes összekeverésével közvetlenül a dalszöveg egy részére utal: "smashing myself to pieces" - "darabokra zúzom magam". Ez jellemző arra a technikára is, amely során tulajdonképpen feldaraboltak minden szótagot a refrénből, előre és visszafele játszva azt, (amelyek alapban PCM fájlok), majd sampler segítségével, elmebeteg módon rendezték újra össze a részeket. John Balance (a Coilból) nemtetszését fejezte ki az eredeti refréneket illetően, ezért úgy döntött, más irányba viszi el a dalt.
Mint sok más avantgard industrial zenei eseménynek ez előtt, ennek a kiadványnak is úttörő szerepe volt abban, hogy a remix mint művészeti forma is elfogadott legyen, és ne úgy tekintsenek rá, mint aminek egyetlen célja az üzleti haszonszerzés.

## Kiadások
- TVT Records / Interscope Records / Atlantic Records 96093-2 - CD
- TVT Records / Interscope Records 694960932 - CD Újrakiadás

## Számlista
1. Gave Up (remixelte: Coil, Danny Hyde) – 5:25
2. Wish (remixelte: J. G. Thirlwell) – 9:11
3. Happiness in Slavery (remixelte: Trent Reznor, Chris Vrenna, P.K.) – 6:09
4. Throw This Away (remixelte: Reznor, Vrenna, Butch Vig) – 4:14
5. Fist Fuck (remixelte: Thirlwell) – 7:21
6. Screaming Slave (remixelte: Reznor, Vrenna, Bill Kennedy, Sean Beavan, Martin Brumbach,  Bob Flanagan) – 8:02

## Külső hivatkozások
- Hivatalos Nine Inch Nails oldal
- Halo 6 a NINCollector.com oldalon
- Fixed (US CD5") a discogs.com oldalon
- Fixed (FR CD5") a discogs.com oldalon
- Fixed (UK 12") a discogs.com oldalon
- Halo 6 dalszövegek